# Manutan
 (juillet 2013).
Si vous disposez d'ouvrages ou d'articles de référence ou si vous connaissez des sites web de qualité traitant du thème abordé ici, merci de compléter l'article en donnant les références utiles à sa vérifiabilité et en les liant à la section « Notes et références ».
Manutan est une entreprise française de distribution BtoB, commercialisant des équipements et fournitures aux entreprises. Manutan est une entreprise française créée en 1966 par André Guichard et son fils Jean-Pierre. Manutan est détenue par la holding Manutan Holding, qui compte 25 autres filiales réparties dans 17 pays d'Europe et 2 500 collaborateurs. La société a réalisé un chiffre d’affaires de 1,01 milliard d’euros en 2023/24.

## Histoire
Créée en 1966 Manutan est alors la première société française de vente par catalogue d'équipement industriels aux entreprises.[réf. nécessaire]
Dans les années 1970, la société se développe sur le marché européen avec la création de ses filiales : Key Industrial Equipment au Royaume-Uni (1972), Manutan Belgique (1974) et Bott en France (1977)[réf. souhaitée]. La société crée Manutan Italie (1987) et Manutan Allemagne (1988). Elle acquiert des sociétés en Europe du Nord : Overtoom (1995) et Witre Suède et Norvège (1989)[réf. souhaitée] - l'acquisition de Witre lui permettra également de s'implanter sur le marché danois, sous ce même nom. Une nouvelle filiale Manutan est créée quelques années plus tard au Portugal (1996)[réf. souhaitée].
En 1998 Manutan devient Manutan International, société holding à la tête de 11 filiales[réf. souhaitée].
Les acquisitions se poursuivent en Europe entre 1999 et 2000 : Plus s.r.o en République Tchèque, Fabritec GmbH en Suisse et Euroquipement Ltd au Royaume-Uni[réf. souhaitée].
En parallèle le groupe s'implante sous le nom Witre en Finlande (1999), et sous le nom Manutan en Espagne, Hongrie, Slovaquie et Pologne (2004)[réf. souhaitée].
En 2008, l'acquisition de Rapid Racking appuie la présence sur le marché anglais.
Afin de développer son offre et son marché pour les collectivités, Manutan acquiert Camif Collectivité en 2009 (devenant Manutan Collectivités), Casal Sport en 2012 puis Papeteries Pichon en 2015.
Entre 2013 et 2024, la société effectue des acquisitions en Europe : Ikaros Cleantech (2013), Essex Electrical Wholesales (devenant ElectricalDirect, en 2016), Kruizinga (2019), Zack (2022), Findel (2024).
En octobre 2022, Manutan International annonce que son Conseil d’administration a pris connaissance du projet d’offre publique d’achat simplifiée initié par le groupe familial Guichard, suivie le cas échéant d’un retrait obligatoire, visant les actions de la Société. L’offre publique d’achat simplifiée s'ouvre le 25 janvier 2023. Le retrait obligatoire est effectif le 17 février 2023.
En octobre 2023, la société Manutan Holding est créée en tant que nouvelle holding principale du groupe[réf. souhaitée].